# Masato Domeki
Masato Domeki (jap. 百目木 政人, Domeki Masato; * 29. Dezember 1983 in Eniwa, Hokkaidō) ist ein japanischer Eishockeyspieler, der seit 2002 bei den Ōji Eagles aus der Asia League Ice Hockey unter Vertrag steht.

## Karriere
Masato Domeki begann seine Karriere als Eishockeyspieler bei den Amateurmannschaften Komadai und Komazawa Tomakomai, für die er von 1999 bis 2002 aktiv war. Anschließend wechselte der Center zu den Ōji Eagles, für deren Profimannschaft er von 2002 bis 2004 in der Japan Ice Hockey League spielte. Seit 2003 tritt er mit den Ōji Eagles in der Asia League Ice Hockey an, deren Meistertitel er mit den Eagles in den Spielzeiten 2007/08 und 2011/12 jeweils gewann.

### International
Für Japan nahm Domeki im Juniorenbereich an den U18-Junioren-Weltmeisterschaften der Division I 2000 und 2001, den U20-Junioren-Weltmeisterschaften der Division II 2001 und 2002 sowie der U20-Junioren-Weltmeisterschaft der Division I 2003, als er Topscorer und Torschützenkönig war und auch die beste Plus/Minus-Bilanz des Turniers aufwies, teil.
Im Seniorenbereich stand er im Aufgebot seines Landes bei den Weltmeisterschaften der Division I 2006, 2007, 2008 und 2010 sowie bei den Winter-Asienspielen 2007 in Changchun und 2011 in Astana. Bei den Winter-Asienspielen 2007 gewann er mit seiner Mannschaft die Gold-, bei den Winter-Asienspielen 2011 die Silbermedaille. Zudem vertrat er seine Farben bei den Qualifikationsturnieren zu den Olympischen Winterspielen 2010 in Vancouver und 2014 in Sotschi.

## Erfolge und Auszeichnungen
- 2008 Meister der Asia League Ice Hockey mit den Ōji Eagles
- 2012 Meister der Asia League Ice Hockey mit den Ōji Eagles

### International
- 2002 Aufstieg in die Division I bei der U20-Weltmeisterschaft der Division II
- 2003 Topscorer, Torschützenkönig und beste Plus/Minus-Bilanz bei der U20-Weltmeisterschaft der Division I, Gruppe A
- 2007 Goldmedaille bei den Winter-Asienspielen
- 2011 Silbermedaille bei den Winter-Asienspielen